# 189
Het jaar 189 is het 89e jaar in de 2e eeuw volgens de christelijke jaartelling.

## Gebeurtenissen

### Italië
- Victor I (189 - 199) volgt Eleuterus op als de 14e paus van Rome. Hij verandert de officiële taal van de Katholieke Kerk van Oud-Grieks in Latijn.

### China
- Han Shaodi (Prins van Hong Nong) volgt zijn vader Han Lingdi op als keizer van het Chinese Keizerrijk. In het paleis breekt een machtsstrijd uit, krijgsheer Dong Zhuo onderdrukt een opstand van de eunuchen en zet de 8-jarige Han Xiandi op de troon.

## Geboren
- Publius Septimius Geta, medekeizer en zoon van Septimius Severus (overleden 211)

## Overleden
- Han Lingdi (33), keizer van het Chinese Keizerrijk